# 米奧尼察
44°15′N 20°05′E / 44.250°N 20.083°E

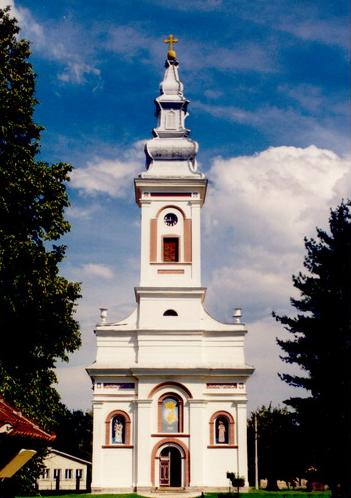

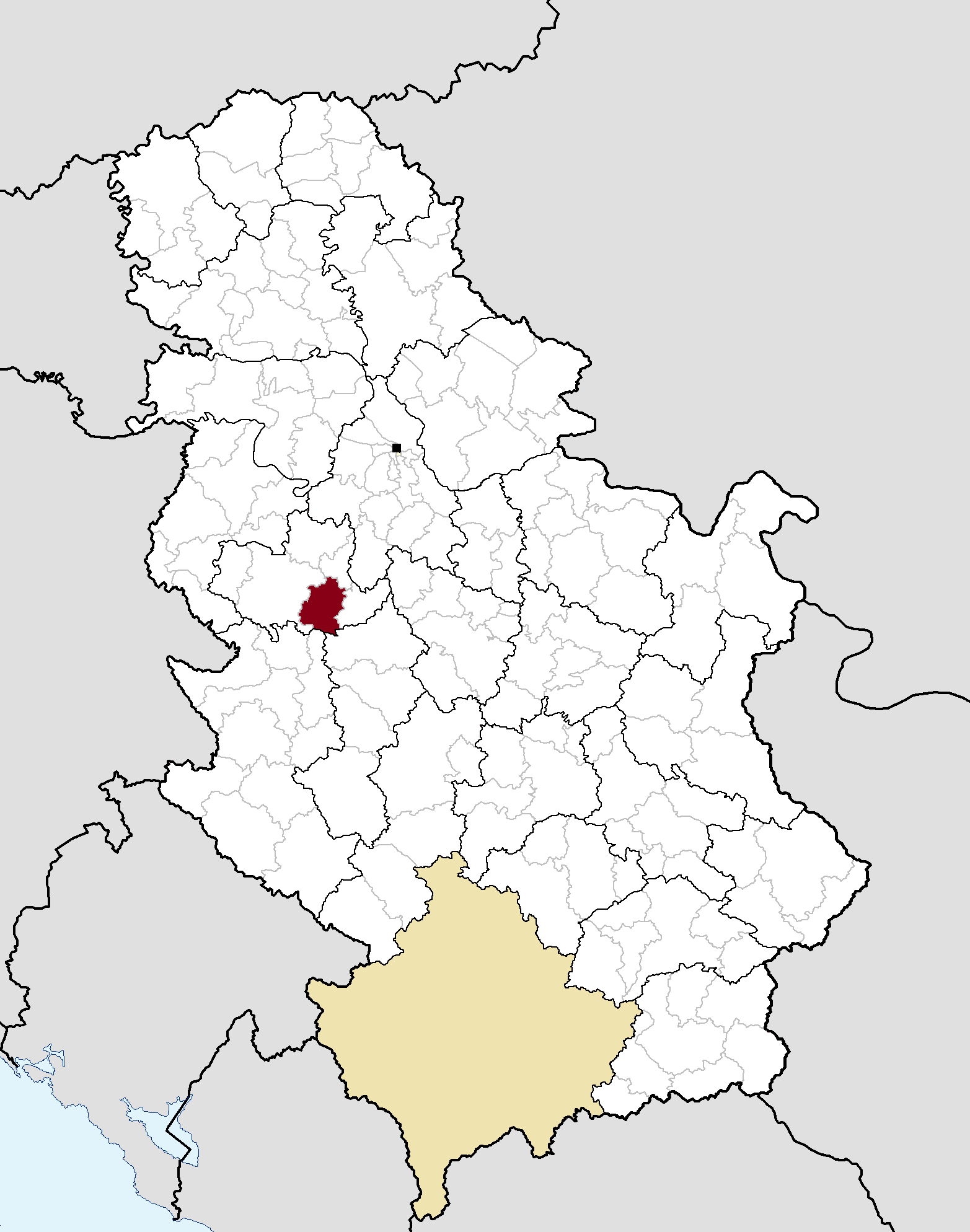

米奧尼察（塞尔维亚语：／，發音：[miɔ̌nit͡sa]），是塞爾維亞的城鎮，位於該國西北部，由科盧巴拉州負責管轄，面積329平方公里，海拔高度189米，2011年人口14,263，人口密度每平方公里43人。